# L'uomo medio più medio
L'uomo medio più medio, reso graficamente come L'uomo medio + medio (Comme tout le monde) è un film del 2006 di produzione internazionale diretto da Pierre-Paul Renders.